# Zborná
Zborná (německy Waldhof) je vesnice, nyní okrajová část krajského města Jihlava. Nachází se asi 5 km na sever od centra Jihlavy. V roce 2009 zde bylo evidováno 147 adres. V roce 2001 zde trvale žilo 122 obyvatel.
Zborná je také název katastrálního území o rozloze 3,44 km2.

## Historie
První písemná zmínka o obci pochází z roku 1720.

## Obyvatelstvo
Podle sčítání 1921 zde žilo v 28 domech 149 obyvatel, z nichž bylo 81 žen. 48 obyvatel se hlásilo k československé národnosti, 95 k německé. Žilo zde 149 římských katolíků.
| Rok            | 1869 | 1880 | 1890 | 1900 | 1910 | 1921 | 1930 | 1950 | 1961 | 1970 | 1980 | 1991 | 2001 |
| -------------- | ---- | ---- | ---- | ---- | ---- | ---- | ---- | ---- | ---- | ---- | ---- | ---- | ---- |
| Počet obyvatel | 205  | 197  | 207  | 192  | 146  | 149  | 163  | 105  | 133  | 136  | 93   | 87   | 122  |

## Další fotografie

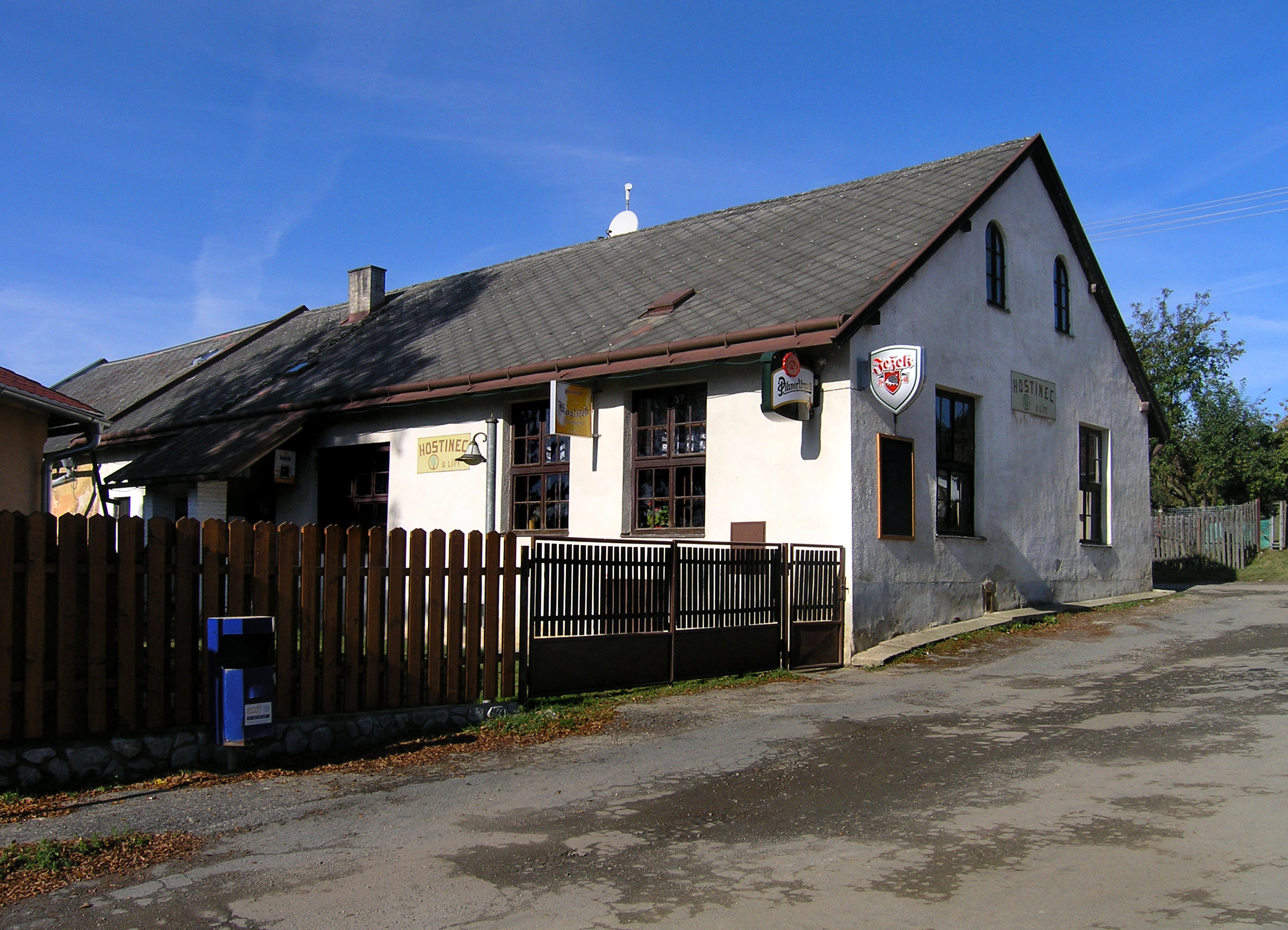
Hostinec
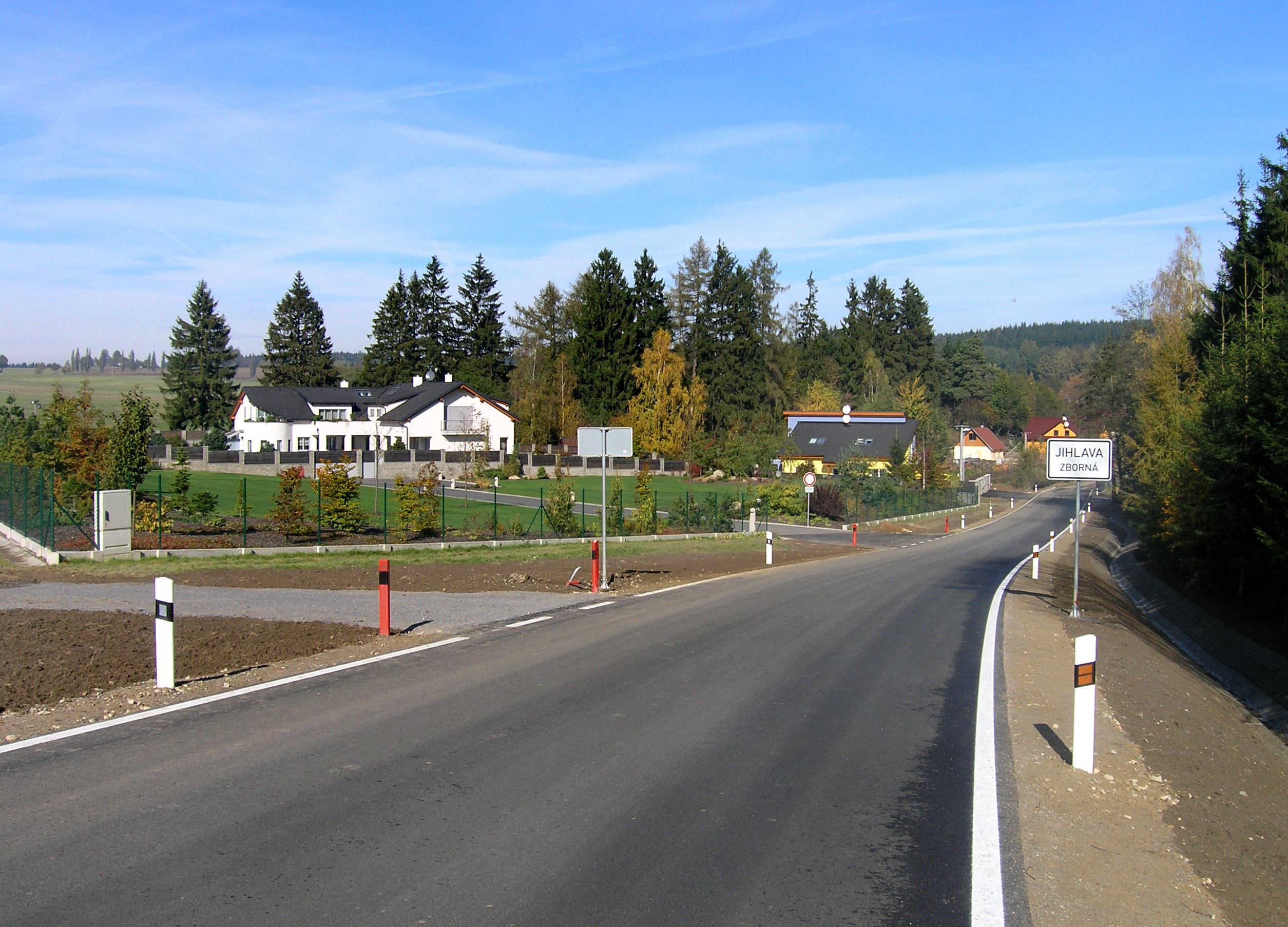
Příjezd od Jihlavy